# Hilara retecta
Hilara retecta är en tvåvingeart som beskrevs av Collin 1928. Hilara retecta ingår i släktet Hilara och familjen dansflugor. Inga underarter finns listade i Catalogue of Life.